# Bob Delaney (homme politique)
Pour les articles homonymes, voir Robert Delaney.
Bob Delaney est un homme politique provincial canadien de l'Ontario.

## Biographie
Né à Montréal au Québec, Bob Delaunay possède une formation en physique de l'Université Concordia. Il reçoit ensuite une maîtrise universitaire ès lettres en administration des affaires de l'Université Simon Fraser de la Colombie-Britannique.

## Politique provinciale
Candidat libéral dans la circonscription de Mississauga-Ouest en 1999, il est défait par le député progressiste-conservateur sortant John Snobelen. Élu en 2003, il est réélu dans Mississauga—Streetsville en 2007, 2011 et 2014.